# Figlie di Maria Santissima, Madre della Divina Provvidenza e del Buon Pastore
Le Figlie di Maria Santissima, Madre della Divina Provvidenza e del Buon Pastore (sigla d.B.P.), sono un istituto religioso femminile di diritto pontificio.

## Storia

Virgilio Angioni, fondatore dell'istituto

Le origini dell'istituto risalgono all'Opera del Buon Pastore, fondata nel 1923 a Cagliari dal sacerdote Virgilio Angioni che, nel primo dopoguerra, raccolse un gruppo di ragazze abbandonate e pericolanti e le accolse prima in una casa privata, poi nei locali di un ex convento di frati cappuccini. La cura delle ospiti era assicurata da un gruppo di giovani donne tra cui Ada Secci, che fu la prima superiora generale della congregazione.
Per assicurae la stabilità dell'opera, nel 1925 Angioni istituí una pia unione delle suore del Buon Pastore, canonicamente eretta da Ernesto Maria Piovella, arcivescovo di Cagliari, il 9 aprile 1947. Alla morte di Angioni, le suore assunsero la direzione diretta dell'Opera del Buon Pastore e ne promossero lo sviluppo. La pia unione fu eretta in congregazione religiosa di diritto diocesano dall'arcivescovo Paolo Botto l'8 dicembre 1958.
L'istituto ricevette il pontificio decreto di lode il 5 aprile 1963.

## Attività e diffusione
Le suore si dedicano all'assistenza ai fanciulli abbandonati, alle giovani, alla cura dei fanciulli minorati fisici e psichici.
L'istituto è diffuso solo in Italia; la sede generalizia è a Cagliari.
Alla fine del 2015 l'istituto contava 82 religiose in 15 case.